# エニバディー・キラー
エニバディー・キラー（Anybody Killa、1973年6月26日 - ）とは、アメリカ合衆国のラッパーである。ミシガン州デトロイト出身で、本名はジェイムズ・ローウェリー。ネイティブ・アメリカンであり、その事を題材にしたリリックが多いのが特徴。ギャングスタ・ラップを基調としたホラーテイストの強いサウンドが持ち味で、ホラーコアに分類されている。2000年にインディーズアルバム『Rain from the Sun』でデビュー。その後、2001年にインセイン・クラウン・ポッシー率いる"サイコパシック・レコード"と契約。2003年4月8日に、同レーベルから2ndアルバム『Hatchet Warrior』をリリースし、全米ビルボード200にて98位を記録した。

## ディスコグラフィー
- Rain from the Sun (2000)
- Hatchet Warrior (2003)
- Dirty History (2004)
- Mudface (2008)
- Medicine Bag (2010)
- Tampon Juice (2019)